# Justin Timberlake
Justin Randall Timberlake (ur. 31 stycznia 1981 w Memphis) – amerykański piosenkarz, autor tekstów, aktor, tancerz i producent muzyczny.
W latach 1995–2002 wokalista popowego zespołu N Sync. Od 2002 artysta solowy, wydał pięć albumów studyjnych: Justified (2002), FutureSex/LoveSounds (2006), The 20/20 Experience (2013), The 20/20 Experience – 2 of 2 (2013) i Man of the Woods (2018). Szacowany nakład ze sprzedaży jego albumów studyjnych i singli na całym świecie wynosi ponad 88 milionów egzemplarzy (28 mln solo, 60 mln z grupą N Sync).
Laureat sześciu nagród Grammy i czterech nagród Emmy.

## Życiorys
Jest synem Lynn Harless i Randy’ego Timberlake’a. Karierę rozpoczął w wieku 11 lat, dołączając do Klubu Myszki Miki, w którym poznał m.in. Christinę Aguilerę, Britney Spears, Ryana Goslinga i JC Chaseza.
Kiedy miał 14 lat, razem z kolegami założył boysband o nazwie *NSYNC. Nazwa wzięła się od ostatnich liter imion członków zespołu. W 1996 brali udział w polskiej edycji Bravo Super Show i występowali na scenie obok wykonawców, takich jak Trey D. czy The Kelly Family. Pół roku później wrócili do Polski z czterema samodzielnymi koncertami, które odbyły się w dniach 15–18 czerwca 1997 w Gliwicach, Warszawie, Elblągu i Poznaniu.
Po siedmiu latach wspólnej kariery i trzech wydanych albumach z grupą N Sync zdecydował się na karierę solową. 5 listopada 2002 wydał debiutancki album Justified, który promował singlami: „Rock Your Body”, „Like I Love You” i „Cry Me a River”. Za ostatni z utworów otrzymał nagrodę Grammy. W 2006 wydał album pt. FutureSex/LoveSounds, który promował przebojami: „SexyBack” i „What Goes Around... Comes Around”. W następnym roku wraz z przyjacielem Tracem Ayalą założył linię ubrań William Rast i restaurację o nazwie Southern Hospitality.

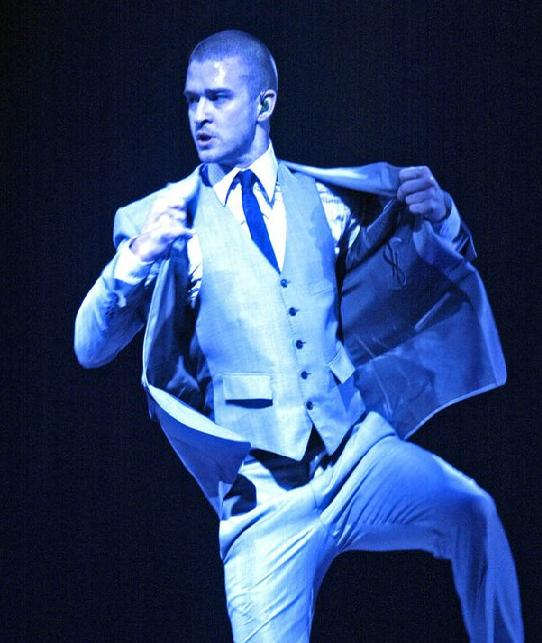
Timberlake na koncercie w Minnesocie (2007)

W 2006 poprowadził galę MTV Europe Music Awards, podczas której otrzymał nagrody dla najlepszego wokalisty i najlepszego wykonawcy popowego. W 2007 zdobył dwie nagrody na MTV Video Music Awards oraz założył wytwórnię płytową Tennman Records. Nagrał piosenki z Mariah Carey i Nellym. Wspólnie z Kylie Minogue podczas gali rozdania nagród brytyjskiego przemysłu muzycznego zaśpiewał utwór „Rapture” z repertuaru Blondie.

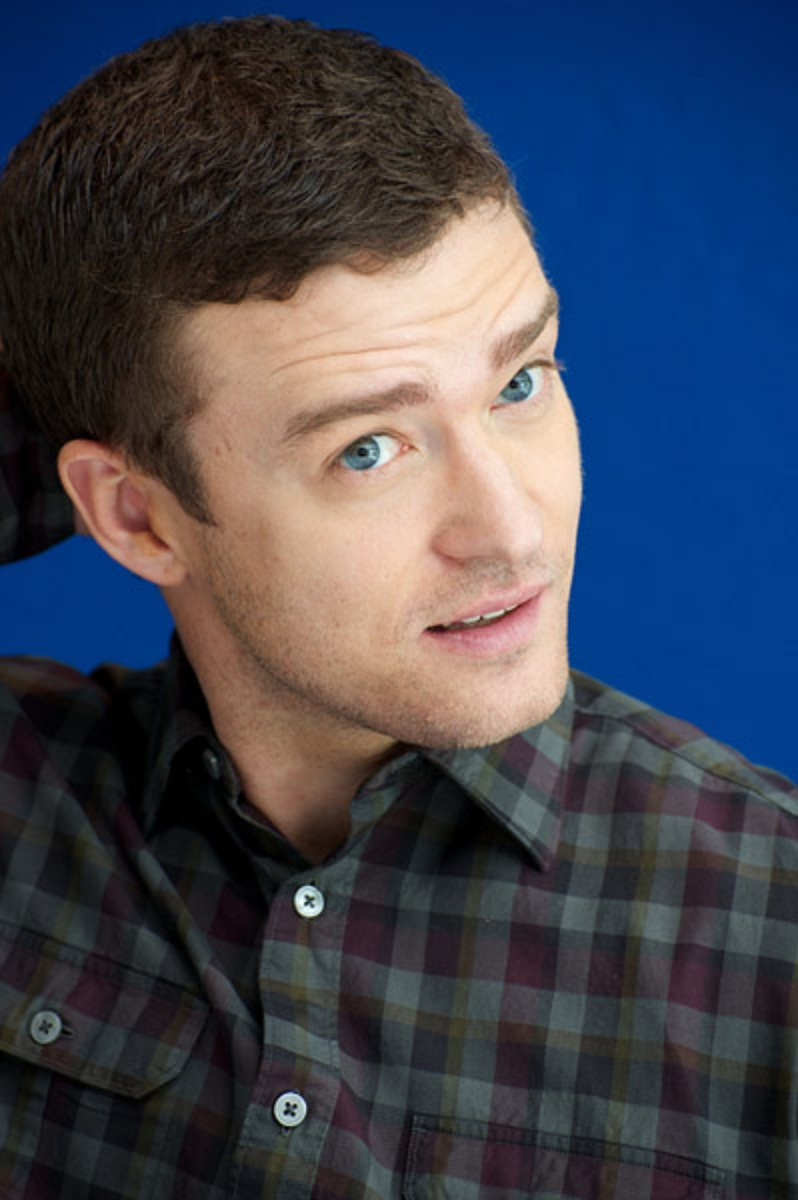
Timberlake (2011)

14 stycznia 2013 wydał pierwszy od sześciu lat singiel „Suit & Tie”, który nagrał z gościnnym udziałem Jaya-Z. Z utworem zadebiutował na ósmym miejscu listy Billboard Hot 100. Zwiastował nim pierwszy od sześciu lat album pt. The 20/20 Experience, który w całości wyprodukował z Timbalandem. 11 lutego wydał singiel „Mirrors”, z którym zadebiutował na 24. miejscu listy Billboard Hot 100 i spędził trzy tygodnie na szczycie listy UK Singles Chart. 19 marca premierę miała światowa premiera albumu The 20/20 Experience. Pierwsze prognozy mówiły, że krążek zadebiutuje na pierwszym miejscu Billboard 200 ze sprzedażą ponad 750 tys. kopii. Timberlake i Jay-Z odbyli trasę koncertową po Stanach Zjednoczonych – Legends of Summer Stadium Tour. 27 września wydał drugą część albumu – The 20/20 Experience – 2 of 2.
19 sierpnia 2014 zagrał koncert na stadionie PGE Arena w Gdańsku, pierwszy solowy występ w Polsce. Na koncert sprzedano wszystkie 40,794 biletów i był to jeden z największych koncertów podczas trasy o nazwie The 20/20 Experience World Tour. 6 maja 2016, na potrzeby ścieżki dźwiękowej do filmu animowanego Trolle, w którym Timberlake podłożył głos pod jedną z głównych postaci, wydał singiel „Can’t Stop the Feeling!”, z którym dotarł do pierwszego miejsca na listach przebojów w Argentynie, Belgii, Czechach, Chorwacji, Francji, Holandii, Izraelu, Kanadzie, Meksyku, Niemczech, Rosji, Słowacji, Słowenii, Szkocji, Szwajcarii, Szwecji, Wenezueli i Węgrzech, a także do pierwszej piątki list przebojów w większości krajów w Europie. 14 maja 2016 premierowy wykonał utwór podczas finału 61. Konkursu Piosenki Eurowizji w Sztokholmie.
4 stycznia 2018 wydał singiel „Filthy”, którym promował piąty solowy album studyjny pt. Man of the Woods.

## Inspiracje
Największą inspiracją Timberlake’a jest Michael Jackson, a także m.in. Stevie Wonder, David Bowie, Prince, David Byrne i Radiohead.

## Życie prywatne
W latach 1999–2002 był związany z piosenkarką Britney Spears. Po rozstaniu z nią napisał piosenkę „Cry Me a River” o miłości do Spears. W tym samym roku artystka napisała utwór „Everytime” poświęcony uczuciu do Timberlake’a. Od kwietnia 2003 do grudnia 2006 spotykał się z aktorką Cameron Diaz, a od 2007 związany jest z aktorką Jessicą Biel, z którą wziął ślub w październiku 2012 roku. Mają syna, Silasa Randalla (ur. 11 kwietnia 2015).

## Dyskografia
Albumy studyjne:
- Justified (2002)
- FutureSex/LoveSounds (2006)
- The 20/20 Experience (2013)
- The 20/20 Experience – 2 of 2 (2013)
- Man of the Woods (2018)
- Everything I Thought It Was (2024)

## Filmografia
Aktor

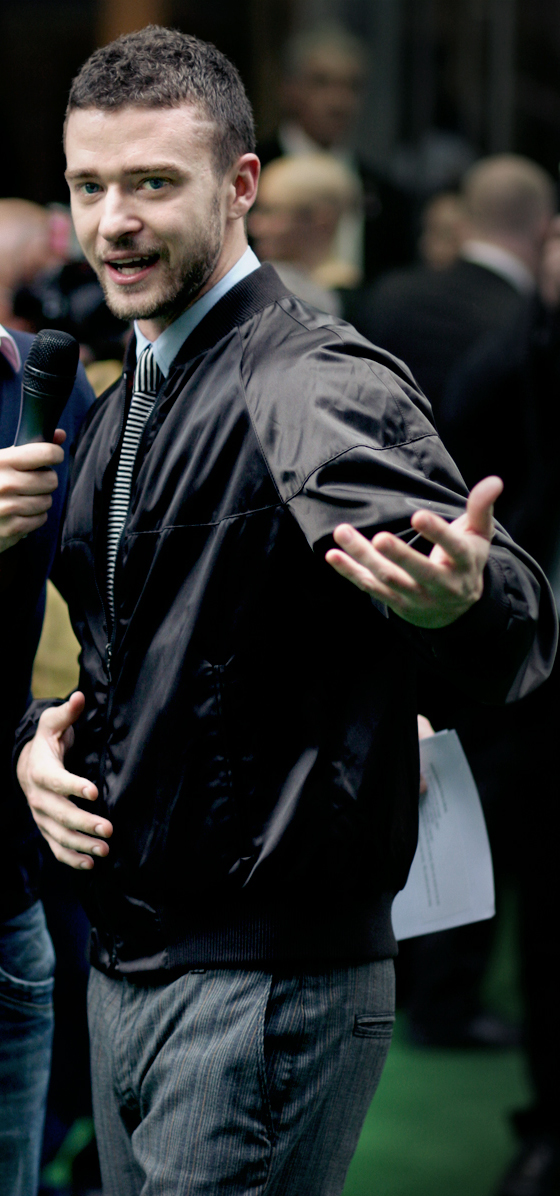
Justin Timberlake na premierze filmu Shrek Trzeci, 2007

- 1999: Dotyk anioła (Touched by an Angel) jako Uliczny grajek (gościnnie)
- 1996-2003: Sabrina, nastoletnia czarownica (Sabrina, the Teenage Witch) jako on sam (gościnnie)
- 2000: Modelka na medal (Model Behavior) jako Jason Sharpe
- 2000: Longshot jako Valet
- 2001: Przystanek miłość (On the Line) jako Makijażysta
- 2005: Edison jako Josh Pollack
- 2006: Jęk czarnego węża (Black Snake Moan) jako Ronnie
- 2006: Southland Tales jako pilot Abilene
- 2006: Alpha Dog jako Frankie Ballenbacher
- 2008: The Love Guru jako Jacques Grande
- 2009: The Open Road jako Carlton Garnet
- 2010: The Social Network jako Sean Parker
- 2011: Zła kobieta (Bad Teacher) jako Scott Delacorte
- 2011: To tylko seks (Friends with Benefits) jako Dylan
- 2011: Wyścig z czasem (In Time) jako Will Salas
- 2012: Dopóki piłka w grze (Trouble with the Curve) jako Johnny Flanagan
- 2013: Ślepy traf (Runner, Runner) jako Richie Furst
- 2017: Na karuzeli życia (Wonder Wheel) jako Mickey Rubin
- 2021: Palmer jako Eddie Palmer
- 2023: Gad (Reptile) jako Will Grady

Kompozytor
- 2002: Crossroads – Dogonić marzenia (Crossroads)

Dubbing
- 2007: Shrek Trzeci – Artur Pendragon
- 2010: Miś Yogi – Bubu
- 2016: Trolle – Mruk
- 2017: Trolle: Świąteczna Misja - Mruk
- 2020: Trolle światowa wędrówka - Mruk

## Nagrody Grammy
| Rok  | Kategoria                        | Gatunek | Tytuł                                        | Wynik     |
| ---- | -------------------------------- | ------- | -------------------------------------------- | --------- |
| 2002 | Najlepszy pop/współpraca wokalna | Pop     | „My Kind Of Girl” (feat. Brian McKnight)     | Nominacja |
| 2003 | Najlepszy rap/współpraca         | Rap     | „Like I Love You” (with Clipse)              | Nominacja |
| 2004 | Album roku                       | Ogólnie | Justified                                    | Nominacja |
| 2004 | Nagranie roku                    | Ogólnie | „Where Is The Love?” (z The Black Eyed Peas) | Nominacja |
| 2004 | Najlepszy rap/współpraca         | Rap     | „Where Is The Love?” (z The Black Eyed Peas) | Wygrana   |
| 2004 | Najlepszy album pop              | Pop     | Justified                                    | Wygrana   |
| 2004 | Najlepszy męski występ pop       | Pop     | „Cry Me A River”                             | Wygrana   |
| 2007 | Album roku                       | Ogólnie | FutureSex/LoveSounds                         | Nominacja |
| 2007 | Najlepszy wokalny album pop      | Pop     | FutureSex/LoveSounds                         | Nominacja |
| 2007 | Najlepszy rap/współpraca         | Rap     | „My Love” (with T.I.)                        | Wygrana   |
| 2007 | Najlepsze nagranie taneczne      | Dance   | „SexyBack”                                   | Wygrana   |